# Astronomia nova
Astronomia nova je astronomický spis Johanesse Keplera vydaný roku 1609. Kniha obsahuje výsledky jeho dlouhodobého výzkumu pohybu planety Mars. Její celý název zní v překladu „Nová astronomie, založená na příčinách, aneb Nebeská fyzika, pojednaná prostřednictvím komentářů týkajících se pohybů hvězdy Marsu, na základě pozorování Tycha Braha“.

## Pozadí vzniku
Roku 1600 Kepler odešel ze Štýrského Hradce, kde byl pronásledován pro své náboženské přesvědčení a pro své koperníkovské myšlenky. Na pozvání dánského astronoma Tycha Braha přesídlil do Prahy, kde se stal jeho asistentem. Jejich vztahy byly napjaté, neboť Brahe nevěřil Koperníkově heliocentrické teorii. Zastával názor, že Země je umístěná ve středu, zatímco ostatní planety obíhají okolo Slunce.
Brahe požádal Keplera, aby vypočítal přesnou oběžnou dráhu Marsu, u nějž si povšiml orbitální excentricity její trajektorie; excentricita byla považována za anomálii, neboť všeobecně byla přijímána myšlenka, že planety obíhají po kružnicích. Tento úkol předtím Brahe zadal svému asistentu Longomontanovi, jenž pak přešel ke studiu pohybu Měsíce. Kepler práci původně zamýšlel dokončit během několika týdnů, nakonec však pro tento úkol potřeboval celých šest roků. Během této práce objevil dva ze svých zákonů:
- Planety obíhají kolem Slunce po eliptických drahách, v jejichž jednom společném ohnisku je Slunce.
- Obsahy ploch opsaných průvodičem planety za stejný časový interval jsou stejně velké.

Tyto zákony poprvé Kepler publikoval v knize Astronomia Nova roku 1609. V této knize také jako první vyslovil domněnku, že Slunce se otáčí okolo své osy.